# Malika Jahan Khanum
Maleka Jahan Khanoum, anche nota col trattamento Mahd-e Olia, "Sublime Culla" (in persiano مليكة جهان ختون‎; Teheran, 26 febbraio 1805 – Teheran, 2 aprile 1873), è stata una sovrana persiana della dinastia Qajar, cugina e prima consorte dello Scià di Persia Muhammad Shah Qajar, madre del famoso Scià di Persia Nasser al-Din Shah Qajar e della principessa Ezzat Al Dawla Malikzada Khanoum, e anche nonna dello Scià di Persia Mozaffar ad-Din Shah Qajar.
Nipote di Fath Ali Shah, Mahd-i'Ulya è considerata la sovrana più potente della dinastia Qajar.

## Titoli ed Onorificenze
- "Mahd-i Ulya" (persiano: Sublime Culla).
- "Malekzada o Malizkadi" (persiano: Sovrana)
- Shahzadeh Khanoum (persiano: La signora consorte reale).
- "Walida Shah o Umm al-Khaghan" (persiano: Regina Madre).
- "Begum Khanoum Agha" (persiano: Sua maestà la signora)